# Résolution 300 du Conseil de sécurité des Nations unies
Membres permanents
- Chine
- États-Unis
- France
- Royaume-Uni
- URSS

Membres non permanents
- Argentine
- Burundi
- Belgique
- Italie
- Japon
- Nicaragua
- Pologne
- Sierra Leone
- Somalie
- Syrie

Résolution no 299 Résolution no 301
La résolution 300 du Conseil de sécurité des Nations unies est adoptée à l'unanimité lors de la 1 592e séance du Conseil de sécurité des Nations unies le 12 octobre 1971, après de supposées violations de l'espace aérien zambien par des avions de l'armée de l'air sud-africaine, le Conseil de sécurité a réitéré sa position sur la souveraineté et l'intégrité territoriale et a demandé à l'Afrique du Sud de respecter celle de la Zambie. Le Conseil a déclaré qu'au cas où l'Afrique du Sud violerait davantage la souveraineté de la Zambie, il se réunirait à nouveau pour examiner la situation conformément aux dispositions pertinentes de la Charte des Nations unies.
La réunion a eu lieu à la demande de la Zambie, qui a écrit une lettre au Conseil de sécurité le 6 octobre, après des violations présumées le long de la bande de Caprivi. Elle a été soutenue par 48 États.

### Sources
- (en) Cet article est partiellement ou en totalité issu de l’article de Wikipédia en anglais intitulé « United Nations Security Council Resolution 300 » (voir la liste des auteurs).

### Texte
- Résolution 300 sur fr.wikisource.org
- Résolution 300 sur en.wikisource.org